# Alan Rosenberg

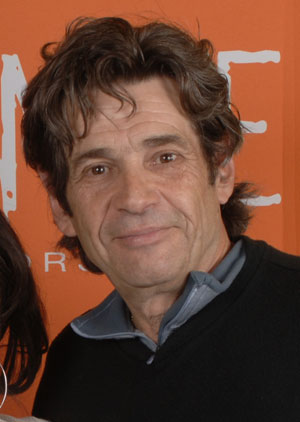
Alan Rosenberg im Januar 2007

Alan Rosenberg (* 4. Oktober 1950 in Passaic, New Jersey) ist ein US-amerikanischer Schauspieler.

## Leben und Leistungen
Rosenberg, Sohn eines Musikers, debütierte im Theaterstück Lost in Yonkers, welches am Broadway aufgeführt wurde. Seine erste Fernsehrolle spielte er in einer Folge der Fernsehserie Barnaby Jones aus dem Jahr 1978. Im Filmdrama The Wanderers (1979) war er neben Karen Allen in einer größeren Rolle zu sehen. Im Filmdrama Die letzte Versuchung Christi (1988) von Martin Scorsese mit Willem Dafoe in der Hauptrolle verkörperte er den Apostel Thomas.
Im Horrorfilm After Midnight (1989) spielte Rosenberg eine größere Rolle an der Seite von Marg Helgenberger, die er nach der Scheidung von seiner ersten Frau, der Schauspielerin Robin Bartlett, im Jahr 1989 heiratete. Ein Auftritt in der Fernsehserie Emergency Room – Die Notaufnahme im Jahr 1994 brachte ihm im nächsten Jahr eine Nominierung für den Emmy. Von 1995 bis 1998 spielte er in 85 Episoden einen der beiden Ex-Männer der Titelfigur in der Sitcom Cybill. In der Fantasykomödie Anna und der Geist (1998) spielte Rosenberg den verstorbenen Ehemann von Anna Hobson (Marg Helgenberger), dessen Geist mit ihr spricht. Im Film Reaching Normal (2001) von Anne Heche spielte er neben Ellen DeGeneres und Andie MacDowell eine der größeren Rollen. In der Fernsehserie The Guardian – Retter mit Herz übernahm er in den Jahren 2001 bis 2004 eine der Hauptrollen. In den Jahren 2005 und 2007 spielte Rosenberg wiederum an der Seite von Marg Helgenberger in 2 Folgen der Fernsehserie CSI: Den Tätern auf der Spur den Rechtsanwalt Adam Novak. 2006 hatte er eine Gastrolle in der Fernsehserie Dr. House. Von 2016 bis 2017 war er zudem in der wiederkehrenden Rolle des alkoholkranken Mathematik-Professors Youens in der Dramedy Shameless zu sehen.
Rosenberg wurde im Jahr 2005 zum Präsidenten der Screen Actors Guild gewählt. Er hat mit seiner geschiedenen Ehefrau Marg Helgenberger einen gemeinsamen Sohn.

## Filmografie (Auswahl)
- 1979: The Wanderers
- 1980: Happy Birthday, Gemini
- 1984: Geheimsache Schweinebacke (Not for Publication)
- 1986: Die Stewardessen Academy (Stewardess School)
- 1986: Trage meines Bruders Bürde (Promise, Fernsehfilm)
- 1987: Das Auge des Killers (White of the Eye)
- 1987: Der Sex-König (The King of Love, Fernsehfilm)
- 1988: Die letzte Versuchung Christi (The Last Temptation of Christ)
- 1988: Nacht der Entscheidung – Miracle Mile (Miracle Mile)
- 1989: After Midnight
- 1989–1994: L.A. Law – Staranwälte, Tricks, Prozesse (L.A. Law, Fernsehserie, 24 Episoden)
- 1993: Partners (Kurzfilm)
- 1994: On Hope (Kurzfilm)
- 1994: Emergency Room (Fernsehserie, eine Episode)
- 1995–1998 Cybill (Fernsehserie, 85 Episoden)
- 1998: Anna und der Geist (Giving Up the Ghost, Fernsehfilm)
- 1999–2000: Chicago Hope – Endstation Hoffnung (Chicago Hope, Fernsehserie, 16 Episoden)
- 2001: Reaching Normal
- 2001–2004: The Guardian – Retter mit Herz (The Guardian, Fernsehserie, 67 Episoden)
- 2002: The Bum (Kurzfilm)
- 2005: Robots (Sprechrolle)
- 2005, 2007: CSI: Den Tätern auf der Spur (CSI: Crime Scene Investigation, Fernsehserie, 2 Episoden)
- 2008: Kurzer Prozess – Righteous Kill (Righteous Kill)
- 2008: 15 Minutes of Fame
- 2011–2012: Luck (Fernsehserie, 6 Episoden)
- 2014–2015: Bosch (Fernsehserie, 4 Episoden)
- 2016: Suits (Fernsehserie, 6 Episoden)
- 2016–2017: Shameless (Fernsehserie, 19 Episoden)
- 2022–2025: Mo (Fernsehserie, 5 Episoden)